# Thompson Campbell

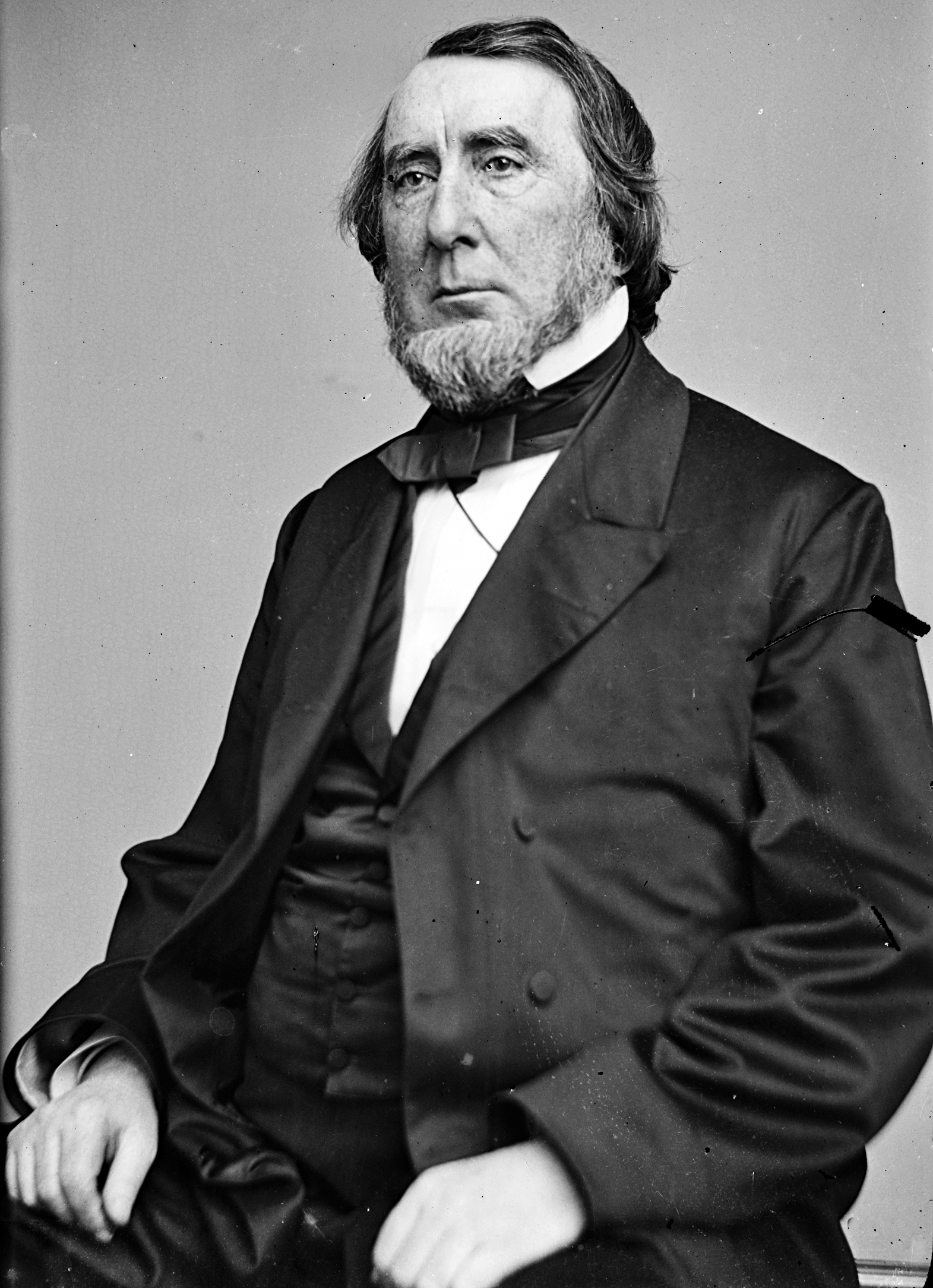
Thompson Campbell

Thompson Campbell (* 1811 in Irland; † 6. Dezember 1868 in San Francisco, Kalifornien) war ein US-amerikanischer Politiker. Zwischen 1851 und 1853 vertrat er den Bundesstaat Illinois im US-Repräsentantenhaus.

## Werdegang
Noch in seiner Kindheit kam Thompson Campbell aus seiner irischen Heimat mit seinen Eltern in das Chester County in Pennsylvania, wo er später die öffentlichen Schulen besuchte. Nach einem anschließenden Jurastudium wurde er als Rechtsanwalt zugelassen. Er zog nach Galena in Illinois, wo er im Bergbau tätig wurde. Gleichzeitig schlug er als Mitglied der Demokratischen Partei eine politische Laufbahn ein. Zwischen 1843 und 1846 war er Secretary of State von Illinois. Im Jahr 1847 gehörte er dem Verfassungskonvent seines Staates an.
Bei den Kongresswahlen des Jahres 1850 wurde Campbell im sechsten Wahlbezirk von Illinois in das US-Repräsentantenhaus in Washington, D.C. gewählt, wo er am 4. März 1851 die Nachfolge von Edward Dickinson Baker antrat. Da er im Jahr 1852 nicht bestätigt wurde, konnte er bis zum 3. März 1853 nur eine Legislaturperiode im Kongress absolvieren. Diese waren von den Diskussionen um die Frage der Sklaverei geprägt.
Im Juni 1852 war Campbell Delegierter zur Democratic National Convention in Baltimore, auf der Franklin Pierce als Präsidentschaftskandidat nominiert wurde. Zwischen 1853 und 1855 war er Landbeauftragter der Bundesregierung für Kalifornien. Danach kehrte er nach Illinois zurück. 1860 war er Delegierter beim Bundesparteitag der Demokraten in Charleston, der sich nicht auf einen Präsidentschaftskandidaten einigen konnte. Bei den Präsidentschaftswahlen dieses Jahres 1860 fungierte er als einer der Wahlmänner für John C. Breckinridge.
Danach zog er endgültig nach Kalifornien. In den Jahren 1863 und 1864 war Campbell als Unionist Abgeordneter in der California State Assembly. Danach wurde er Mitglied der Republikanischen Partei. Im Juni 1864 nahm er als Delegierter an der Republican National Convention in Baltimore teil, auf der Präsident Abraham Lincoln zur Wiederwahl nominiert wurde. Er starb am 6. Dezember 1868 in San Francisco.